# Сарр, Мохамед Мбугар
Мохамед Мбугар Сарр (фр. Mohamed Mbougar Sarr, 20 июня 1990, Дакар) — французский писатель сенегальского происхождения, лауреат Гонкуровской премии 2021 года.

## Биография
Родился 20 июня 1990 года в Дакаре, сын врача, этнический серер. Детство в семье с семью детьми провёл в Диурбеле, в сотне километров от столицы Сенегала. Окончил военную школу в Сен-Луи, в 2009 году переехал во Францию и поступил в лицей имени Пьера Д’Альи в Компьене, впоследствии окончил Высшую школу социальных наук.
Стал автором романов, посвящённых насущным социальным проблемам: джихадизма (Terre ceinte — «Земля препоясанная», 2015 год), мигрантов (Silence du chœur — «Тишина на хорах», 2017 год), гомосексуальности (De purs hommes — «О чистых людях», 2018 года).
3 ноября 2021 года новый роман Сарра La plus secrète mémoire des hommes («В тайниках памяти») удостоен Гонкуровской премии. Книга посвящена проблеме выбора: между писательством и повседневной жизнью, между Африкой и Западом. Критики назвали роман песней любви к литературе и её вневременной силе. По сюжету сенегальский писатель Дьеган Латир Фэй, обретающийся в парижском сообществе земляков, таких же творческих интеллигентов, проводит время в дискуссиях, любовных связях и употреблении спиртных напитков. В 2018 году он обнаруживает опубликованный в 1938 году роман «Лабиринт нелюдей». Сведения о его авторе, получившем известность «негритянского Рембо́», утеряны из-за скандала, который разразился после публикации, и Дьеган идёт по запутанному следу таинственного Т. К. Элимана, ведущему из Сенегала во Францию через Аргентину, наталкиваясь по пути на тени великих трагедий колониализма и Холокоста.
Сарр стал первым уроженцем Чёрной Африки, удостоенным Гонкуровской премии, и в 31 год — самым молодым её лауреатом после Патрика Гренвиля, который получил её в 1976 году двадцати девяти лет от роду.

## Награды
- Кавалер сенегальского Ордена заслуг[12].